# Nokia 2700 classic
Il Nokia 2700 classic è un telefono cellulare prodotto da Nokia a partire da luglio 2009.